# Parco nazionale di Lore Lindu
Il parco nazionale di Lore Lindu è un parco nazionale dell'Indonesia, situato nell'isola di Sulawesi. L'area protetta ha una superficie di 2.180 km² e fa parte della Rete mondiale di riserve della biosfera dell'UNESCO. Oltre che per la ricca biodiversità animale e vegetale, il parco ha anche una rilevanza dal punto di vista archeologico, per la presenza di numerosi megaliti monumentali.

## Territorio
L'area su cui sorge il parco è stata inserita dall'UNESCO nella Rete mondiale di riserve della biosfera nel 1977.
Il parco nazionale è stato formalmente istituito 5 anni dopo, nel 1982, ma solo nel 1993 si è arrivati alla sua attuale perimetrazione, frutto della unificazione di tre aree protette preesistenti: il Lore Kalamanta Wildlife Sanctuary (istituito nel 1973), la Danau Lindu Recreation and Protection Forest (istituita nel 1978) e il Sungai Sopu and Gumbasa Wildlife Sanctuary (istituito nel 1981).
Copre una fascia altitudinale che va da 200 a 2.610 m sul livello del mare.
Il parco è delimitato dalla valle di Palolo a nord, dalla valle di Napu ad est e dalla valle di Bada a sud. Il confine occidentale è formato da una serie di strette vallate, note collettivamente come valle di Kulawi. Alcune di queste vallate erano una volta dei laghi, attualmente colmati da sedimenti. Il lago Lindu (Danau Lindu) è l'unico lago ancora presente nel parco.
Il parco è raggiungibile in macchina da Palu (circa 50 km, percorribili in due ore e mezza).

## Flora
Il parco ospita una varietà di habitat, che vanno dalla foresta tropicale di bassa quota alla foresta montana; oltre i 2000 m di altitudine, è presente una foresta nebulosa subalpina, spesso avvolta dalla foschia, ricca di alberi nani, muschi e licheni.
Tra le specie vegetali presenti si segnalano Cananga odorata, noto come ylang-ylang, Eucalyptus deglupta, Pterospermum celebicum, Gnetum gnemon, Castanopsis argentea, Agathis philippinensis, Phyllocladus hypophyllus, Prunus arborea e inoltre Ficus spp., Pandanus spp., Asplenium spp., Vaccinium spp.
Nel parco sono inoltre state censite 12 specie di orchidee epifite appartenenti ai generi Agrostophyllum, Bulbophyllum, Calanthe, Coelogyne, Dendrobium, Dendrochilum, Eria e Trichotosia.

## Fauna

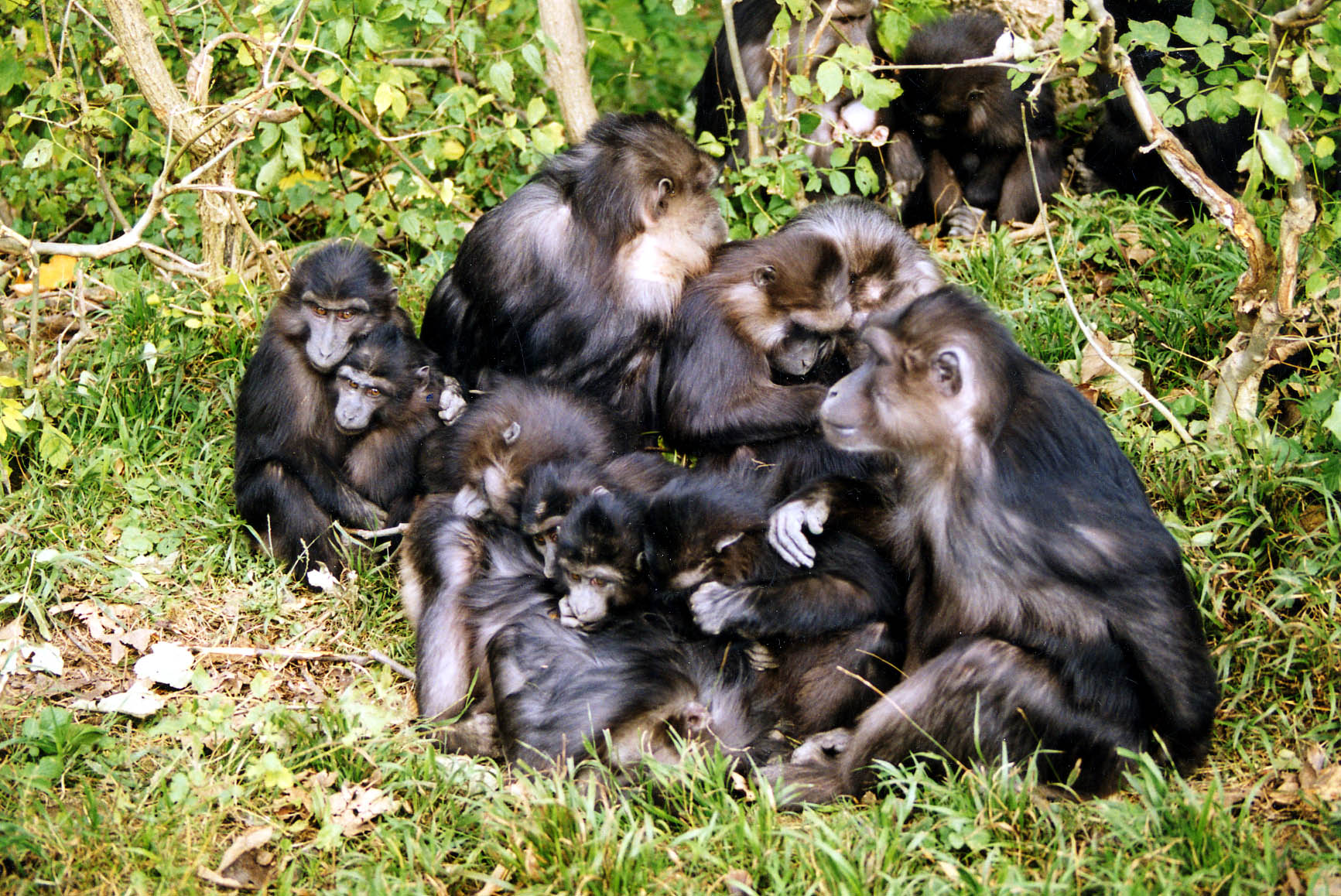
Un gruppo di macachi di Tonkean (Macaca tonkeana), endemici di Sulawesi.

La biodiversità animale del parco comprende 117 specie di mammiferi, 88 specie di uccelli, 29 specie di rettili e 19 specie di anfibi. Oltre il 50% delle specie sono endemiche di Sulawesi.
Tra i mammiferi presenti nel parco vi sono il macaco di Tonkean (Macaca tonkeana), il tarsio pigmeo (Tarsius pumilus), il tarsio di Dian (Tarsius dentatus), il cusco orsino di Sulawesi (Ailurops ursinus), il cusco nano di Sulawesi (Strigocuscus celebensis), l'anoa (Bubalus depressicornis), il babirussa di Sulawesi (Babyrousa celebensis), lo zibetto delle palme di Sulawesi (Macrogalidia musschenbroekii), il ratto dalla coda lunga (Taeromys celebensis) e il toporagno di Sulawesi (Crunomys celebensis). Sono presenti inoltre numerose colonie di pipistrelli, appartenenti a oltre 40 specie differenti tra cui gli endemici Rousettus linduensis, Boneia bidens e Rhinolophus celebensis.
Numerosi endemismi sono presenti anche tra gli uccelli tra i quali il maleo (Macrocephalon maleo), il gruccione barbaviola (Meropogon forsteni), la geomalia (Zoothera heinrichi), il capogrosso golafulva (Hylocitrea bonensis), la beccaccia di Sulawesi (Scolopax celebensis), il tordo di Sulawesi (Cataponera turdoides), il pigliamosche blu di Sulawesi (Cyornis omissus), il bucero di Temminck (Rhabdotorrhinus exarhatus) e lo storno reale di Sulawesi (Basilornis celebensis).
Tra i rettili si possono citare i serpenti Python reticulatus e Ophiophagus hannah e gli endemici Elaphe erythrura, Elaphe janseni e Cylindrophis celebensis, mentre tra i sauri merita una menzione l'endemico Spenomorphus nigrolabris.
Anche il contingente degli anfibi annovera diversi endemismi tra cui Ingerophrynus celebensis (Bufonidae), Hylarana macrops e Hylarana mocquardii (Ranidae), Occidozyga celebensis, Occidozyga semipalmata e Limnonectes modestus (Dicroglossidae).
Le acque del lago Lindu ospitano infine una serie di endemismi ristretti, presenti cioè solo nelle acque del lago e in nessuna altra parte del mondo, tra cui i pesci Oryzias bonneorum e Oryzias sarasinorum, il crostaceo Parathelphusa linduensis, i gasteropodi Brotia scalariopsis, Brotia teradjarum (Thiaridae) e Protancyclus adhaerens (Viviparidae), e i bivalvi Corbicula lindoensis e Corbicula subplanata (Corbiculidae).

## Punti di interesse

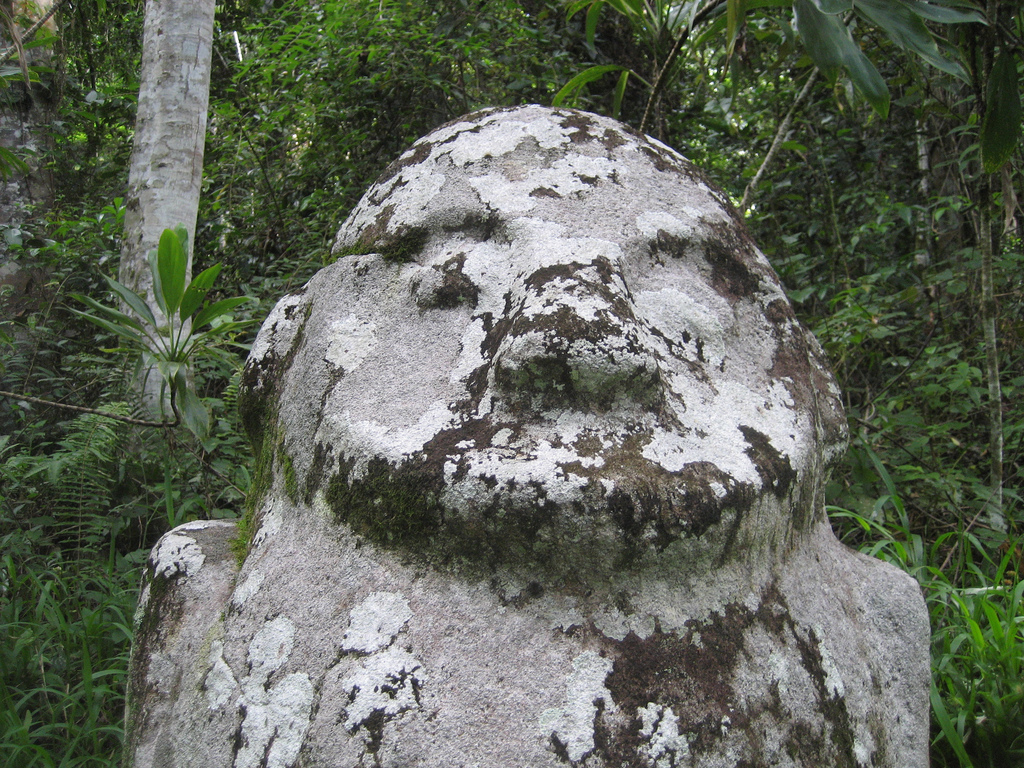
Una delle sculture megalitiche del parco di Lore Lindu

Uno degli elementi di interesse del parco sono i monumenti megalitici granitici che costellano la valle di Napu, la valle di Besoa e la valle di Bada. Nell'area del parco ne sono presenti oltre 400, di dimensioni variabili da 1 m a circa 4,5 m. Alcuni si ergono isolati, spesso sulle rive di fiumi, altre sono disposte a coppie o in piccoli gruppi. Alcuni di essi sono dei monumenti con sembianze umane, in cui in genere si distinguono un volto appena abbozzato, con grossi occhi rotondi e spesso organi genitali sovradimensionati; altri, detti kalamba, sono delle grandi urne litiche, probabilmente antichi sarcofagi di sepolture nobiliari; altri ancora, detti tutu'na sono dei grandi massi discoidali variamente scolpiti.